# El astrólogo que cayó dentro de un pozo

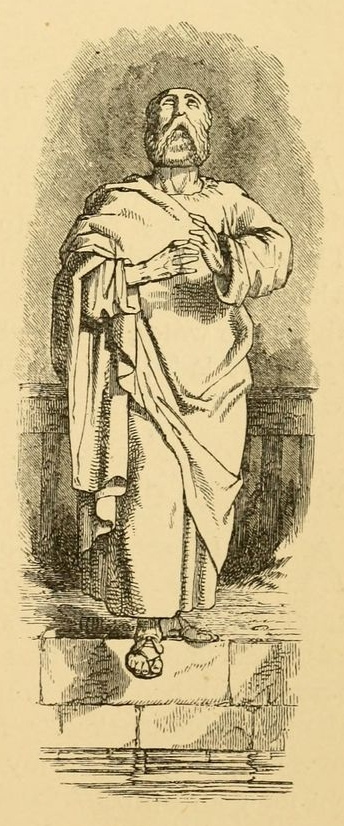
Ilustración de John Tenniel de la edición de 1884 de las fábulas de Esopo.

El astrólogo que cayó dentro de un pozo es una historia que tiene como protagonista a Tales de Mileto y que apareció por primera vez en el diálogo platónico Teeteto (174a). Fue reelaborada por Esopo y posteriormente por otros narradores, entre ellos Jean de La Fontaine.

## Argumento
La historia de Tales cayendo en un pozo fue originalmente recogida por Platón en el Teeteto (174a). En ésta, Tales estaba mirando hacia el cielo, meditando sobre la composición del cosmos. Iba tan abstraído que cayó dentro de un pozo. Una mujer sirvienta originaria de Tracia que pasaba por allí se rio de él preguntándole que por qué estaba tan ansioso por saber las cosas en el cielo mientras se le escapaba lo que tenía delante de sus pies.
Otros relatos antiguos a veces varían según el astrónomo o el rescatador. Esopo escribió esta historia en la fábula El astrónomo. El poeta romano Ennio resumió la lección que se debe aprender de la historia en la línea Quod est ante pedes nemo spectat, caeli scrutantur plagas ("Nadie considera lo que está ante sus pies cuando busca las regiones del cielo") y Cicerón lo citó dos veces.

## Análisis
Este chiste antiguo es una de las primeras muestras del tópico del sabio despistado e insta a los expertos a ocuparse tanto de los aspectos cotidianos como los grandes asuntos del mundo. Ilustra sobre las consecuencias de obsesionarse con la propia investigación o teoría hasta el punto de olvidarse de la vida cotidiana. La mujer que ríe, por el contrario, representa la sabiduría popular y el sentido común. El agujero simboliza los peligros y lo inesperado que requiere atención, estar dentro del mundo. 
El padre de la Iglesia Tertuliano realiza la siguiente reflexión: 

Por lo tanto, le sirvió muy bien a Tales de Mileto, cuando, mirando las estrellas mientras caminaba con todos los ojos que tenía, tuvo la mortificación de caer en un pozo, y fue burlado sin piedad por un egipcio, que le dijo: «¿Es porque no encontraste nada en la tierra que mirar, que crees que debes limitar tu mirada al cielo?» Su caída, por lo tanto, es un cuadro figurativo de los filósofos; de aquellos, quiero decir, que persisten en aplicar sus estudios a un propósito vano, ya que se entregan a una estúpida curiosidad por los objetos naturales, que más bien deberían (inteligentemente dirigir) a su Creador y Gobernador.
Ad Nationes, 2, 4

## Representaciones

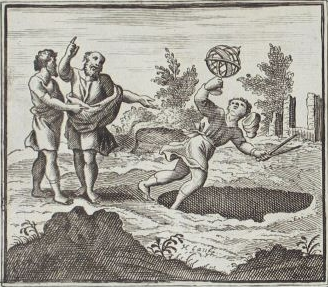
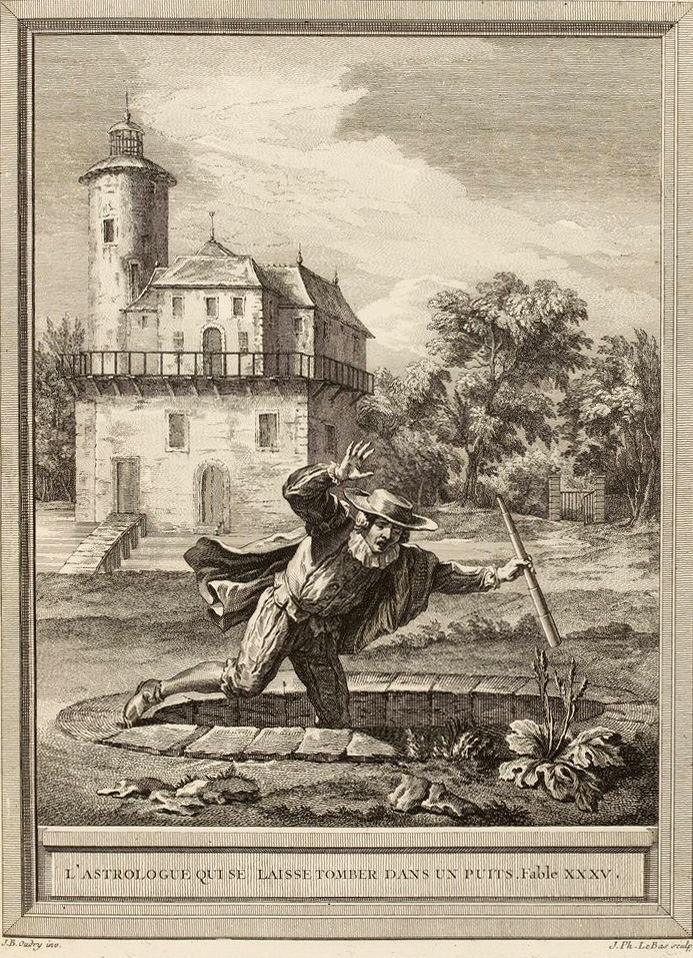
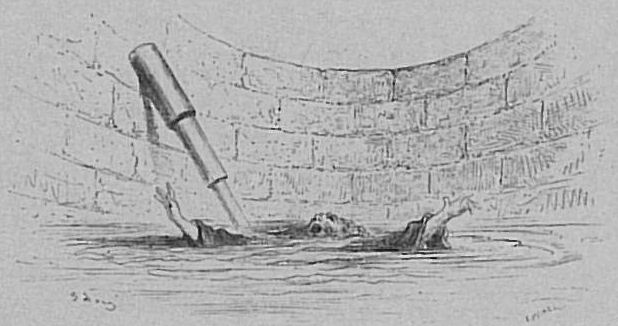
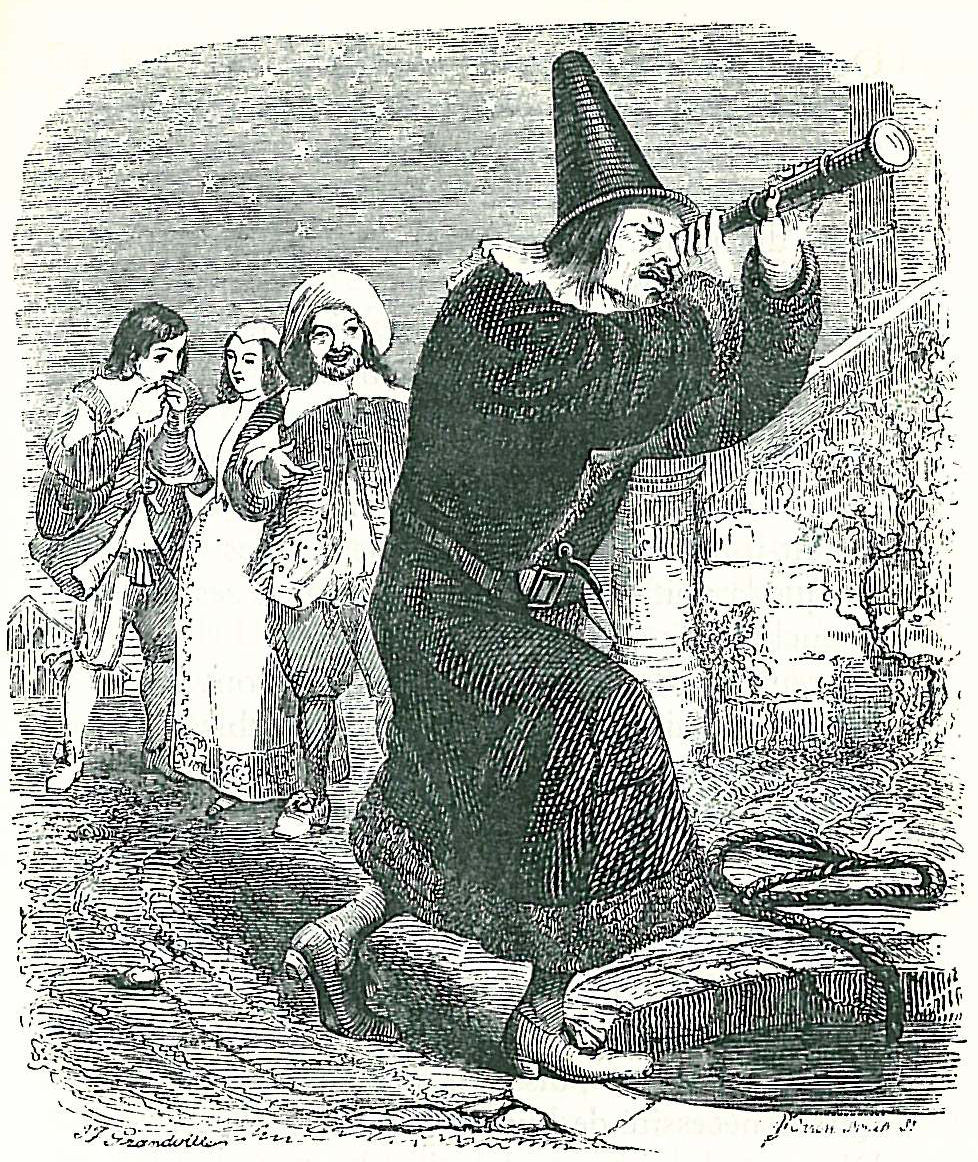